# María Douglas
María Douglas Molina (Ciudad de México 22 de junio de 1922-Ciudad de México17 de diciembre de 1973), conocida como María Douglas, fue una actriz mexicana. 

## Biografía y carrera

### Primeros años
María nace en la Ciudad de México el 22 de junio de 1922. Estudió en la Escuela Dramática de México, prestigiosa institución fundada por el maestro japonés Seki Sano. Debuta con la representación de Cyrano de Bergerac en 1940, y a partir de ese momento se la consideró como «el mejor fruto moldeado por las manos de Sano». 

### Incursión en el teatro
Después de Cyrano de Bergerac actuó con gran éxito en Salomé, de Oscar Wilde. A partir de entonces interpretó con gran éxito obras mexicanas como: La huella de Agustín Lazo, El pobre Barba Azul de Xavier Villaurrutia, El gesticulador de Rodolfo Usigli, Rosario la de Acuña de Wilberto Cantón, Los frutos caídos de Luisa Josefina Hernández y Los signos del Zodiaco de Sergio Magaña, entre otras y extranjeras como: Cumbres borrascosas de Emily Bronte; Medea de Jean Anouilh: Las coéforas y Juana en la hoguera de Paul Claudel. En 1948 consigue su consagración como actriz mediante una caracterización de Blanche Dubois que todavía hoy sigue considerándose insuperable, en la obra Un tranvía llamado deseo de Tennessee Williams, producida por el INBA, entonces comandado por Salvador Novo, dirigida magistralmente por el japonés Seki Sano y con Wolf Ruvinskis como su contrafigura, Stanley Kowalski. El  éxito fue tal que se iba a ofrecer una comida en honor a los participantes en la embajada de Estados Unidos en México, pero los problemas entre Novo y el director se hicieron evidentes, a la par de un supuesto acoso sexual (por parte de Novo) denunciado por Ruvinskis. Esta obra cambió para bien la escena teatral mexicana y elevó a la Douglas al estatus de Diva.
En 1969, invitada por la Organización de las Naciones Unidas, representó a México en la celebración del XXI Aniversario de la Declaración de los Derechos del Hombre, ocasión en que presentó Una voz en el desierto.

### Trayectoria cinematográfica
En cine, donde siempre interpretó roles de soporte, no dejó de demostrar su calidad de actriz, fue nominada tres veces al Ariel, debutó en 1943 con la película Tentación, dirigida por Fernando Soler, de ahí trabajo en títulos interesantes como: El monje blanco (1945) de Julio Bracho, quien la consideraba una de las mejores actrices teatrales, por esta película recibe su primera nominación al Ariel y actuaba al lado de María Félix, Angelitos negros (1948) junto a Pedro Infante y Emilia Guiú, La casa chica (1949), con Dolores del Río, Roberto Cañedo y Miroslava Stern, La dama del alba (1950), con la cual consigue su segunda nominación al Ariel, Rosauro Castro (1950), de Roberto Gavaldón, junto a Pedro Armendáriz y Carlos López Moctezuma, La ausente (1951) con Arturo de Córdova, Rosita Quintana, Ramón Gay y Andrea Palma, Cárcel de mujeres (1951), con Miroslava Stern, Katy Jurado y Sara Montiel, Las infieles (1953), junto a Irasema Dilián, Casa de muñecas (1954) con Marga López y Ernesto Alonso. Su última aparición en cine sería en 1971 en Los corrompidos con Julio Alemán, Joaquín Cordero y Jorge Mistral.

### Carrera en televisión
Debuta en la pequeña pantalla en 1959 con la telenovela Ha llegado un extraño. En este medio completó ocho títulos y cuando apareció en el primero de ellos, los críticos la atacaron fuertemente por intervenir en una telenovela. En aquel entonces ella la defendió diciendo que era una buena historia, aunque muchos no llegaron a perdonarle que hubiera aparecido en televisión.

### Últimos años
En sus últimos años se dedicó a enseñar teatro y dicción en la Asociación Nacional de Actores, en las escuelas de teatro del Instituto Mexicano del Seguro Social (IMSS) y en la Facultad de Filosofía y Letras de la Universidad Nacional Autónoma de México. 

## Muerte
En diciembre de 1973, tras varios intentos fallidos, se suicida con barbitúricos. Se ignora la causa que la llevó a hacerlo, pero en sus memorias el actor Luis Gimeno culpa indirectamente a Seki Sano, su profesor de actuación.

## Filmografía

### Cine
- 1971 Los corrompidos
- 1970 Cruz de amor
- 1967 Las mujeres panteras
- 1959 Isla para dos
- 1959 Los hijos ajenos
- 1959 La edad de la tentación
- 1955 La rival
- 1954 Casa de muñecas
- 1954 El valor de vivir
- 1953 Las infieles
- 1953 Fruto de tentación
- 1952 Un príncipe de la iglesia
- 1951 Salón de belleza
- 1951 Paraíso robado
- 1951 Cárcel de mujeres
- 1951 Muchachas de uniforme
- 1951 La ausente
- 1950 Rosauro Castro
- 1950 La dama del alba
- 1950 La casa chica
- 1948 Angelitos negros
- 1947 El secreto de Juan Palomo
- 1947 Los siete niños de Écija
- 1946 Nuestros maridos
- 1945 La mulata de Córdoba
- 1945 El monje blanco
- 1944 El rosario
- 1944 La guerra de los pasteles
- 1943 Tentación
- 1942 Cinco Fueron Escogidos

### Televisión
- 1959 Ha llegado un extraño
- 1966 Espejismo brillaba
- 1964 Teatro del cuatro
- 1962 La actriz
- 1970 La gata
- 1970 Yesenia
- 1971 El amor tiene cara de mujer
- 1973 Mi primer amor

## Nominaciones

### Premios Ariel
| Año  | Categoría            | Película         | Resultado |
| ---- | -------------------- | ---------------- | --------- |
| 1947 | Coactuación Femenina | El monje blanco  | Nominada  |
| 1951 | Actriz de cuadro     | La dama del alba | Nominada  |
| 1953 | Coactuación Femenina | La ausente       | Nominada  |